# Biserica de lemn „Sfântul Nicolae” din Sauca
Biserica de lemn „Sf. Nicolae” este o biserică amplasată în Sauca, raionul Ocnița, Republica Moldova. Este un monument arhitectural de importanță națională inclus în Registrul monumentelor Republicii Moldova ocrotite de stat cu nr. 1804 (raionul Ocnița). Datează din 1898.